# Берталан Фаркаш
Берталан Фаркаш (мађ. Farkas Bertalan; Ђулахаза, 2. август 1949) је први мађарски космонаут. Тренутно је председник Авионског сервиса и трговине. Са летом првог мађарског космичког туристе Чарлсом Симоњијем, Фаркаш више није једини Мађар који је био у свемиру.

## Биографија
После завршеног је аеронаутучког колеџа Џорџ Килијан у Солноку 1969. године, уписао се на Војни авијацијски институт у Краснодару у Совјетском Савезу, где је дипломирао 1971. године.
После дипломирања, Фаркаш се продружио мађарским ваздушним снагама (Magyar Légierő), где је догурао до чина бригадног генерала. Да би постао космонаут, добровољно се пријавио на интернационални програм Интеркосмос. Прошао је селекцију и бива изабран и убачен у космонаутски програм и обуку. Његова замена је био Мађари Бела (Béla Magyari).

## Лет у свемир
Фаркаш је заједно са совјетским космонаутом Валеријем Кубасовим, 26. маја, 1980. године у 18:20 (GMT) са Бајконора у Сојузу 36 полетео у свемир и ушао у историју као први Mађар у свемиру.
У току лета Фаркаш је обављао експерименте из области материјалног ижињеринга. После 7 дана, 20 сати и 45 минута, у току којих је 124 пута облетео земљину куглу, Фаркаш се заједно са Кубасовим вратио на земљу. Слетео је 140km североисточно од Жесказгана. Берталан Фаркаш је 30. јуна 1980. године проглашен херојем Совјетског Савеза
Члан је Мађарског демократског форума, конзервативне политичке партије, и кандидат на парламентарним изборима.